# Oliva Itrana
L'oliva Itrana è un prodotto tipico laziale originario della città di Itri, nasce dalla lavorazione di una cultivar di olivo originaria e tipica del territorio contiguo dei monti Aurunci che si affaccia sul Golfo di Gaeta ed in particolare del comune di Itri dalla quale prende il nome di Itrana e che si estende nel territorio dei monti Lepini, Ausoni dei comuni di Spigno Saturnia, Fondi, Terracina, Sonnino, con pendii estremi esposti verso il mare, Priverno, Sezze, Sermoneta, Cori, Rocca Massima e in alcune aree della Ciociaria.

## Caratteristiche

### Generalità
L'olivo itrano è una pianta molto vigorosa e rustica, che produce un frutto dal gusto inconfondibile. L'infiorescenza è nella media sia in lunghezza che per numero di mignole. Una sua peculiarità è la maturazione decisamente tardiva, che ad ogni modo, per ottenere un olio di ottima qualità, deve prevedere una raccolta entro il mese di novembre e comunque non oltre la prima decade di dicembre. È sempre opportuno raccogliere quando l'oliva ha raggiunto l'invaiatura dell'epicarpo, ma non del mesocarpo.
Essendo autosterile si avvale del Leccino e Pendolino come impollinatori.
Il frutto prodotto è adatto sia per la produzione di olio extravergine che per la consumazione come oliva da mensa.

### Olio
Dal colore giallo-verde, ha un sapore intenso, fruttato, lievemente amaro e piccante; note di pomodoro verde ed erbacee. Oleosità media: 19%. Possiede un alto contenuto di polifenoli e un'acidità oleica molto inferiore alla media, caratteristica che negli anni gli ha fatto guadagnare trofei di eccellenza nelle maggiori competizioni internazionali.
Nel 2010 l'olio extravergine di oliva Colline Pontine, prodotto con le olive itrane raccolte nella provincia di Latina, ha ottenuto dall'Unione europea il riconoscimento di prodotto agroalimentare a denominazione di origine protetta (DOP).

### Consumazione a tavola

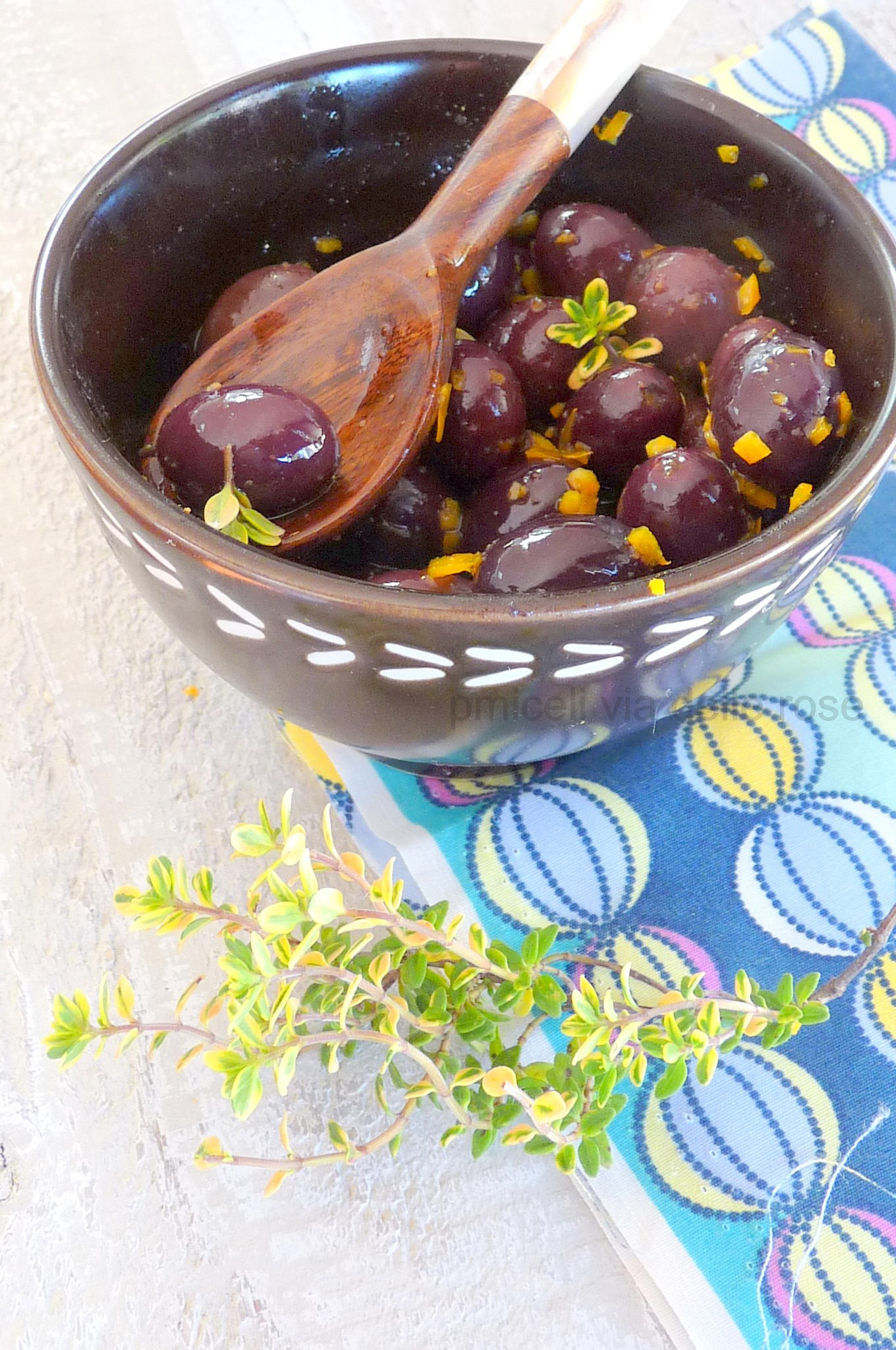
Olive itrane in salamoia e condite

Dalla cultivar Itrana si ricavano ben due distinte olive da tavola a seconda del periodo di raccolta.
Nel primo periodo di raccolta che inizia solitamente dopo il 2 novembre, si ricava un'oliva ancora acerba detta "bianca" o meglio "oliva bianca itrana". Questa, messa in salamoia, rimane di un colore verde cangiante tra l'arancio e il marroncino chiaro. È un'oliva dal gusto molto particolare, leggermente amarognolo e pungente ma al contempo delicato che sposa bene con piatti di pesce, formaggi teneri o al consumo tal quale. Il suo corpo è tenace e solletica bene il palato regalando un mordente interessante con una polpa quasi croccante. le sue proprietà benefiche sono innumerevoli conservando tutte le caratteristiche nutritive dell'oliva acerba.
Dal 19 marzo, per tradizione dopo la festa di san Giuseppe, parte la raccolta delle olive commercializzate con il nome di Olive di Gaeta, dal caratteristico colore violaceo; in questo periodo dell'anno l'oliva si presenta prevalentemente nera con alcuni frutti ancora rosso intenso ma la permanenza nella salamoia fa sì che diventino di colore violaceo cangiante tra il rosa e il nero intenso.
Preparata in tal modo, l'oliva è adatta soprattutto negli usi in cucina, con la fettina alla pizzaiola assieme ai capperi, nel sugo alla puttanesca, insieme alla pasta o aggiunta al baccalà.
L'auliv a la ott (l'oliva in botte) o all' accqu (all'acqua; in salamoia) come si dice in dialetto locale, viene commercializzata poi in barattoli di vetro, secchielli in plastica o vaschette in plastica, ancora immersa nella salamoia. Viene commercializzata anche l'oliva bianca, sempre in salamoia.
Un altro tipico modo di presentarla a tavola è l'oliva schiacciata (pistata). Il frutto viene colto agli inizi di novembre quando è ancora verde; viene pestato in modo da spaccare la polpa senza ledere il nocciolo e viene quindi lasciato in acqua per un paio di settimane. Dopo la "lavatura" viene riposto in vetro e condito con aglio, olio, peperoncino e prezzemolo e servito in tavola come antipasto, accompagnato dal pane itrano e da altre specialità del paese di Fra Diavolo. Inoltre nel periodo di piena maturazione (marzo - aprile) dell'oliva itrana viene prodotta anche l'oliva appassita, di colore nero, posta in un contenitore con sale grosso per circa 10 giorni e, successivamente, stesa al sole al naturale per circa una settimana. Dopo tale procedimento, condita con aglio, olio e peperoncino viene consumata oppure usata per la preparazione di altri piatti e per la pizza.